# Selaginella shabaensis
Selaginella shabaensis är en mosslummerväxtart som beskrevs av Bizzarri. Selaginella shabaensis ingår i släktet mosslumrar, och familjen mosslummerväxter. Inga underarter finns listade i Catalogue of Life.